# Marcus Larson
Marcus Larson, né en 1825, mort en 1864, est un peintre suédois.

## Biographie
Marcus Larson est né à Åtvidaberg en 1825. Il étudie à l'Académie royale de Beaux-Arts de Stockholm, à Copenhague, voyage en Norvège et séjourne à Düsseldorf. En 1851, avec l'obtention de la médaille royale de l'Académie de Stockholm et de sa qualité de pensionnaire du roi de Suède, il reçoit une première consécration de son travail. Il participe à l'Exposition universelle de 1855 et au Salon de Paris de 1857. À partir de 1860, il séjourne en Russie et à Londres où le succès est au rendez-vous. Mais, atteint de phtisie, il y meurt dans la misère en 1864.

## Style
Particulièrement remarqué pour son traitement des paysages, Larson est considéré comme un des maîtres de la peinture romantique nordique, grâce un style à la fois spectaculaire et méticuleux. Il vise à mettre en valeur la force de la nature par un travail utilisant de violents contrastes de lumière.

## Galerie

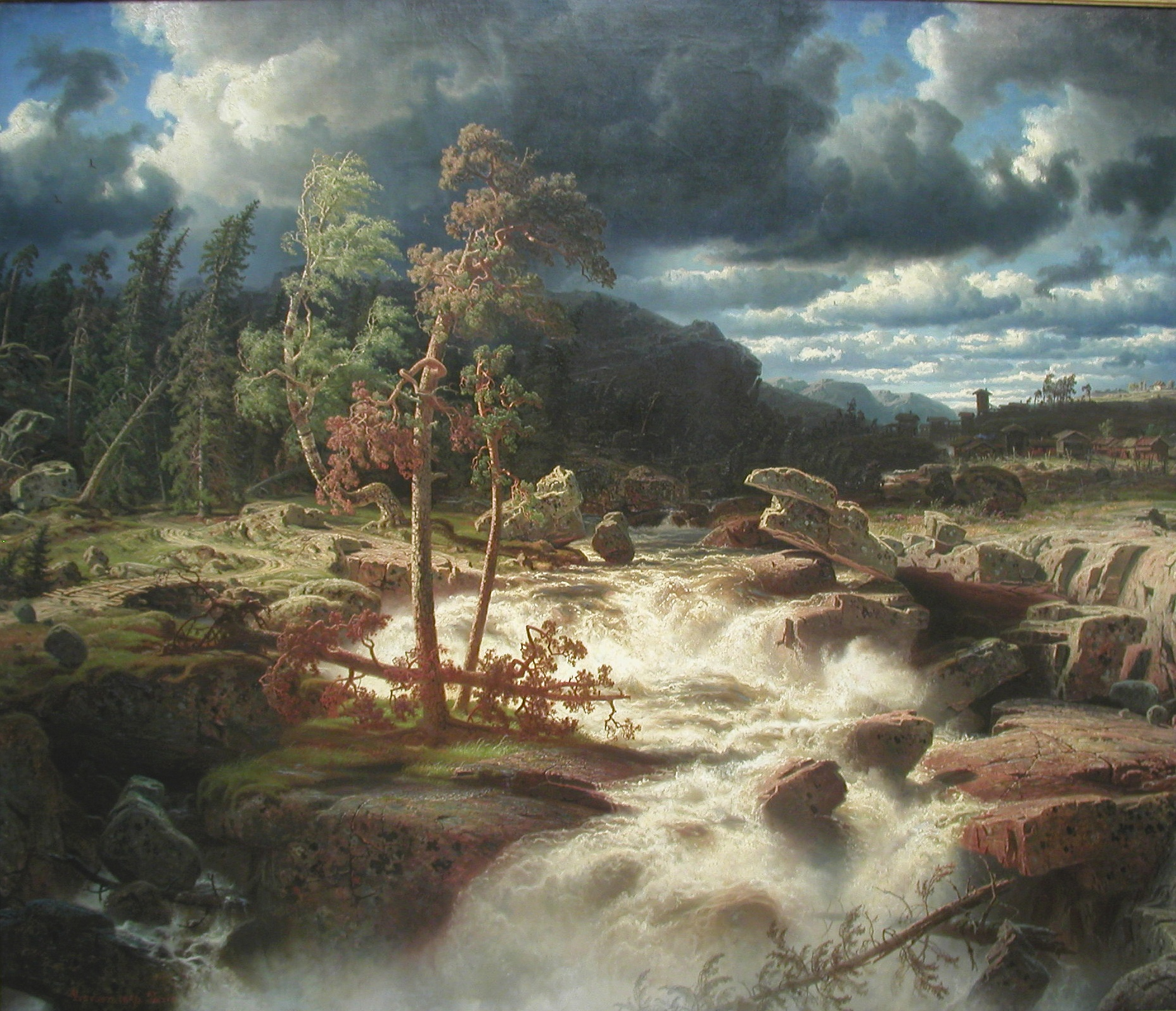
Paysage et cascade en Suède, province de Småland, après l'orage, 1856, Nationalmuseum, Stockholm
Tempête en mer, 1857, Nationalmuseum, Stockholm
Paysage rocheux avec cascade, 1859, Nationalmuseum, Stockholm